# Parasicyoptera guichardi
Parasicyoptera guichardi är en insektsart som beskrevs av Bo Tjeder 1974. Parasicyoptera guichardi ingår i släktet Parasicyoptera och familjen Nemopteridae. Inga underarter finns listade i Catalogue of Life.